# Casorzo
Casorzo (piemontiul: Casors) település Olaszországban, Piemont régióban, Asti megyében. Lakosainak száma 595 fő (2023. január 1.). Casorzo Altavilla Monferrato, Grana, Grazzano Badoglio, Montemagno Monferrato, Olivola, Ottiglio és Vignale Monferrato községekkel határos.

## Népesség
A település lakossága az elmúlt években az alábbi módon változott:
| Lakosok száma | 627  | 620  | 595  |
|               | 2017 | 2018 | 2023 |